# TT-ROCK
TT-ROCK ist eine deutsche Rockband aus Tettnang (am Bodensee), die im Juli 1975 nach dem Split zweier lokalen Bands (Shotgun & Space) gegründet wurde. Sie entwickelten aufbauend auf der Rock- und Deutschrock-Musik der 1970er Jahre ihren eigenen Stil, der durch Bands wie Wishbone Ash als Beispiel, durch die Doppel-Solimelodien geprägt worden ist.
Die Gruppe war in den 1970er und 1980er Jahren im Raum Bodensee & Oberschwaben, wie auch hauptsächlich in Süddeutschland durch ihre deutschen Eigenkompositionen bekannt.

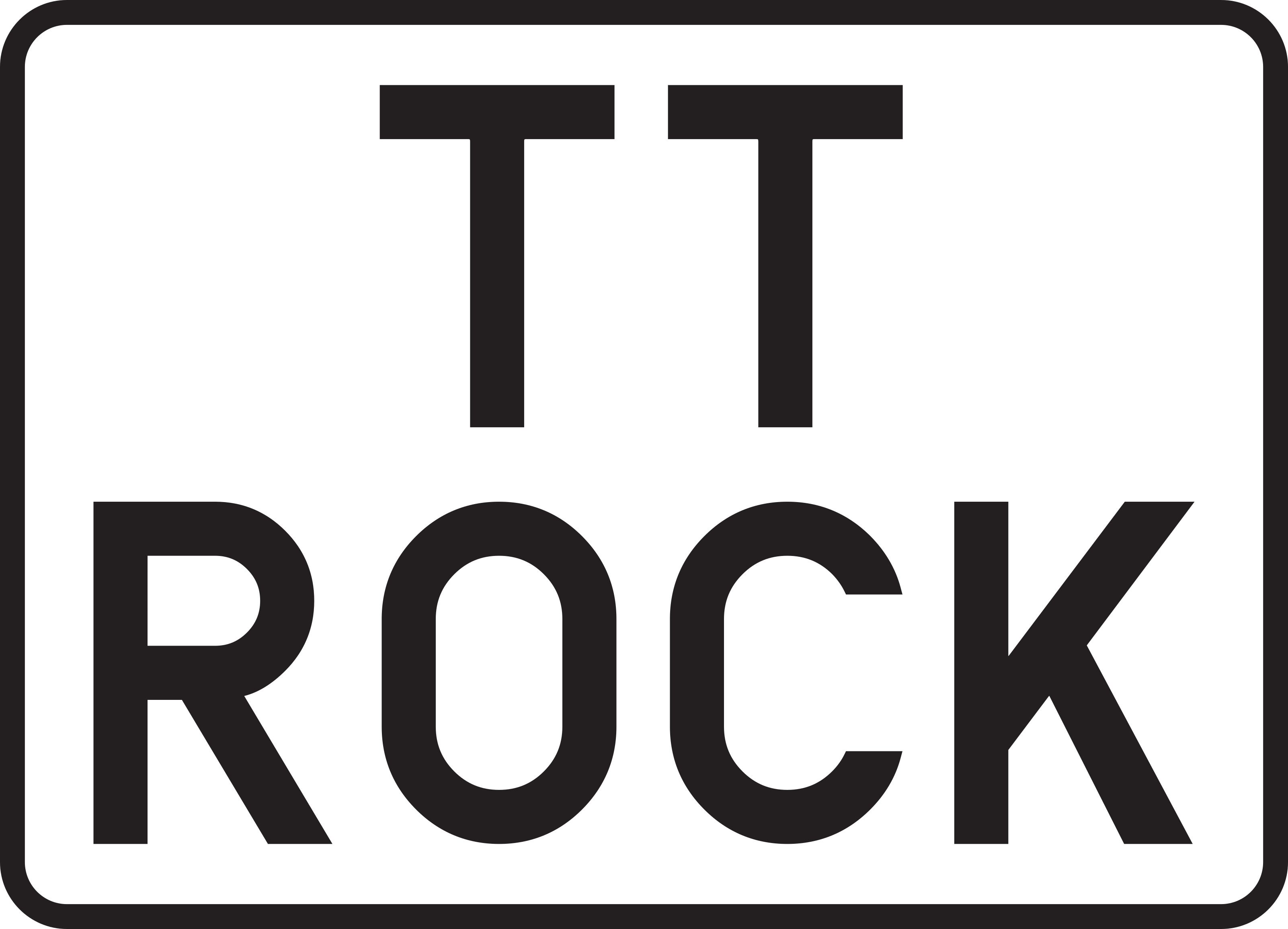
TT-ROCK Nummernschild Logo 70er Jahre

Der Name der Band geht auf die Gemeindereform in Baden-Württemberg von 1973 zurück. Damals wurden ganze Landkreise aufgelöst und neu zusammengelegt. Auch die Gemeinde Tettnang war davon betroffen. Die Kleinstadt Tettnang war immer der Sitz eines eigenen Landkreises gewesen, mit eigenem Landratsamt, einem eigenen Landrat, einer eigenen Kfz-Zulassungsstelle und dem Kfz-Kennzeichen „TT“. Die früheren kleineren Landkreise Tettnang, Friedrichshafen und Überlingen wurden nun durch die Reform vereinigt zum neuen größeren Bodenseekreis Friedrichshafen, mit dem heute noch amtlichen Kfz.-Kennzeichen „FN“. Als Protest für den Entfall des „TT“-Kennzeichens, wurde kurzerhand die Band als „TT-ROCK“ benannt und Logos im Nummernschild-Design entworfen.

## Geschichte

### Anfangsphase der Band (1975–1978)
Während des Sommers 1975 trafen sich Georg Madjar und Wolfgang Hartmann oft in Büchel bei Tettnang, im Proberaum von Georg Madjars früherer Gruppe Shotgun. Nach dem Split seiner Band Space wollte Wolfgang Hartmann am liebsten nur noch harten Rock spielen, wenn möglich, eigene Kompositionen mit deutschen oder englischen Texten.
Georg Madjar hatte schon während seiner Shotgun-Zeit damit begonnen, eigene deutschsprachige Zeilen zu schreiben. Schon im Laufe des Jahres 1974 schrieb er die drei Texte „Tut Uns Leid“, „Du Und Ich“ und „Was Du Hören Willst“. Diese früheren Texte wurden aber später nur teilweise oder gar nicht musikalisch umgesetzt.
Die Gründung der Band TT-ROCK lässt sich auf den Juli 1975 datieren. Geprobt wurde in einem alten, trockengelegten Holzstadel in Büchel. Dieser Stadel war ein Kelleranbau an ein zweistöckiges Wohnhaus.
Die erste Besetzung der Band setzte sich aus folgenden Mitgliedern zusammen (Line-up Juli 1975):
- Georg Madjar (Gesang, Gitarre)[1]
- Wolfgang Hartmann (Lead-Gitarre, Gesang)[1]
- Albrecht „Zinny“ Zinnäcker (Bass, Gesang)[1]
- Michael Fink (Schlagzeug)[1]

Während des Herbstes 1975 entstanden die ersten richtigen TT-ROCK-Songs „Schicksal“, „1000 Schritte“ und „Gib Mir Die Zeit“. Alle drei Songs sind typische Hartmann/Madjar-Kompositionen und sind bis heute noch Bestandteil des Repertoires von TT-ROCK. Im September und Oktober 1975 komponierte und textete Wolfgang Hartmann noch weitere Songs: „Gesellschaftsnorm“ und „Der Traum“. Beide Songs blieben ungefähr zwei Jahre lang im Repertoire der Band. Georg Madjar schrieb noch den Text „Einbahnstraße“ und Wolfgang Hartmann das Gedicht „Alte Freunde“. Aber diese beiden Texte wurden nie musikalisch umgesetzt.
In der Folgezeit spielte die Band ihre ersten Gigs, u. a. in Kressbronn am Bodensee und Tettnang.
Ebenso entstand hier bereits die erste LP am 26. & 27. Dezember 1975. Die LP wurde schlicht „TT-ROCK“ genannt und wurde nur ein einziges Mal gepresst – aufgrund der nicht ganz zufriedenstellenden Klangqualität ist die LP weiterhin im Besitz der Band und wurde so auch nicht vervielfältigt oder veröffentlicht.
Im Jahr 1976 wurden die Songs „Kleine Stadt“, „Frei Sein“ und „TT-ROCK“ komponiert.
Durch die neuen Songs wurde Georg Madjar an der Rhythmus-Gitarre immer mehr gefordert, so dass sein markanter Gesang etwas in den Hintergrund geriet. Es entstand die Idee, einen zweiten Sänger in die Band aufzunehmen, so dass sich Georg Madjar mehr auf die Gitarrenarbeit konzentrieren konnte. Der Sound der Gruppe wurde auf diese Weise voluminöser und runder. Außerdem wollte Wolfgang Hartmann zusammen mit Georg Madjar wieder zweistimmige Doppelsoli spielen. Hinzu kam Roland Kunzelmann (Gesang, Percussion).
Der erste Auftritt mit dem zweiten Sänger war am 5. November 1976 im Jugendhaus Kressbronn, im Anschluss am 25. Dezember 1976 in der Festhalle in Bodnegg und am 31. Dezember 1976 im Kolpinghaus in Tettnang.
TT-ROCK hatte zu dieser Zeit Pläne, eine Jugoslawien-Tour im Sommer 1977 umzusetzen., aufgrund dessen wurden eine größere PA-Anlage angeschafft und nach und nach die neueren Songs während der wöchentlichen Proben aufgenommen, um in Zukunft ein besseres Demo-Band zur Verfügung zu haben.
Am 12. März 1977 war der letzte Auftritt der Band TT-ROCK mit Sänger Roland Kunzelmann, erneut im Kolpinghaus in Tettnang.
Ab April 1977 probte und spielte TT-ROCK wieder in alter Besetzung, ohne den zweiten Sänger. Georg Madjar hatte sich in der Zwischenzeit an seiner Gitarre weiter verbessert und auch der Gesang wurde immer sicherer.
Auftritte in Immenried, in der Stadthalle & Kolpinghaus Tettnang, Gohren-Tunau, Festhalle Kressbronn, Festhalle Mariabrunn, Festhalle Bodnegg, wie auch in Friedrichshafen folgten.
Die geplante Jugoslawien-Tour wurde einen Tag vor der Abfahrt durch den jugoslawischen Veranstalter schriftlich abgesagt – Grund hierfür war eine zu späte Einreichung der Plakate und Texte, die durch die damalige kommunistische Partei hätte genehmigt werden sollen.
Durch die Vermittlung des Musikladens Tettnang (MLT) kam es zum Zusammentreffen von TT-ROCK als Support-Band mit der Tübinger Gruppe EULENSPYGEL. Diese Band bestand ausschließlich aus früheren Studenten der Tübinger Universität. Der Drummer der Stammbesetzung, Peter Garattoni, war inzwischen Vollprofi und bei der bekannten Schlagzeugfirma Sonor unter Vertrag. Zur damaligen Zeit hatte EULENSPYGEL einen Plattenvertrag bei der Stuttgarter Plattenfirma „Zuckerfabrik“. TT-ROCK versprach sich durch diese Connection einen Zugang zur Zuckerfabrik. Der Kontakt kam dann auch zustande, aber aus einem ersehnten Plattenvertrag wurde leider erst einmal nichts.
Am 13. März 1978 spielte TT-ROCK zum ersten Mal im Vorprogramm der Gruppe EULENSPYGEL. Es war die bis dahin beste Phase der Band. Die Leute wollten deutsche Songs hören und Auftritte waren genug da. Leider gab es noch keine Demo-Kassette oder LPs. Nun war es für TT-ROCK an der Zeit, eine richtige LP in einem Profi-Studio aufzunehmen. Nach mehreren ausgiebigen Gesprächen innerhalb der Band nahm man Kontakt zu Karl-Bette-Studio in München auf. Jedoch schreckten die veranschlagten Kosten einige Bandmitglieder kurz vor dem Aufnahmetermin ab, wodurch die geplanten Aufnahmen nicht stattfanden.
Weitere Gigs folgten u. a. in der alten Donauhalle in Sigmaringen.

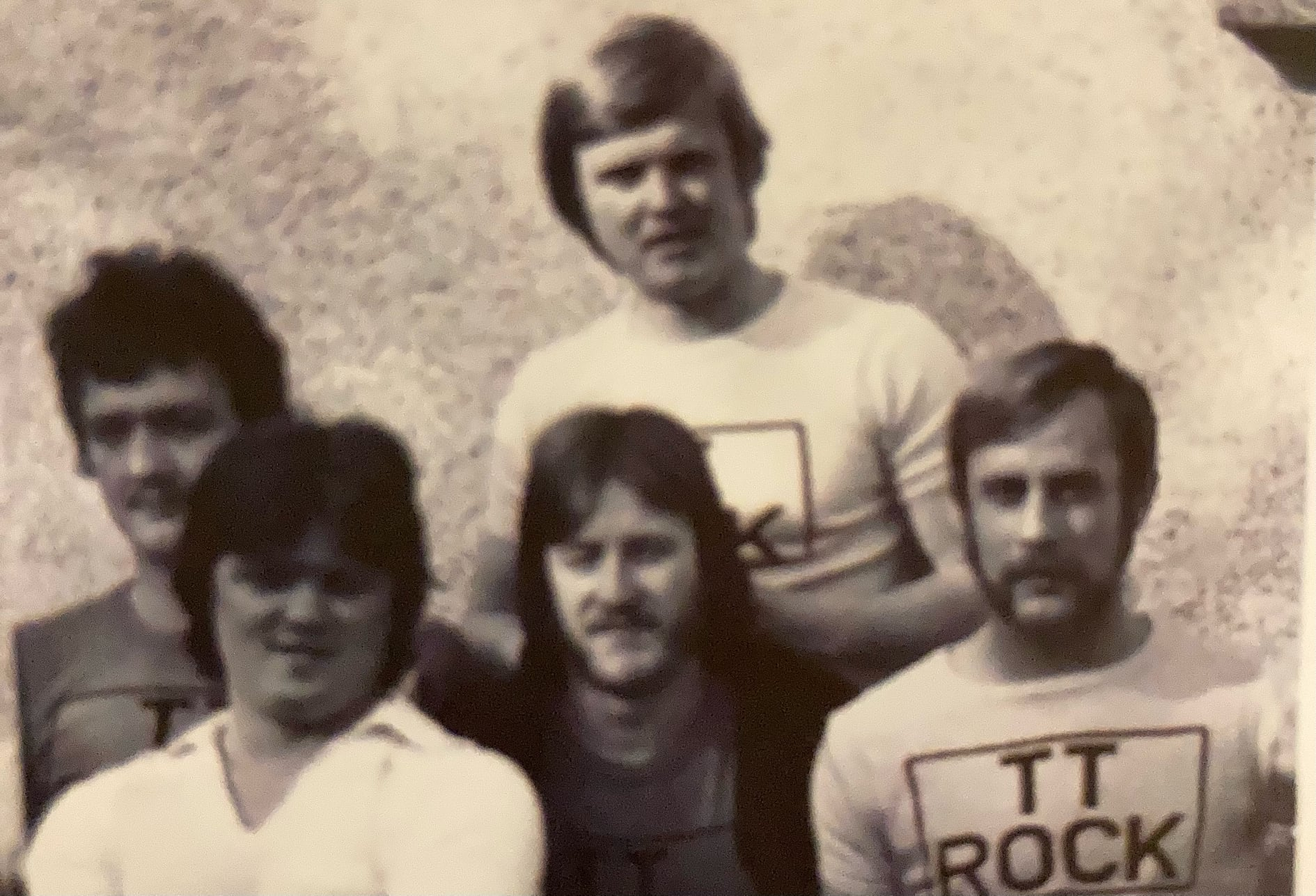
TT-ROCK-Besetzung 1979

Im Sommer 1978 gab es einen Split innerhalb der Band, ebenso entstand die Idee, Georg Madjar an der Gitarre komplett zu entlasten, so dass er sich zukünftig auf seinen Gesang und Performance konzentrieren konnte.

### Neubesetzung, Auflösung & Revival (1979–1982)
Nach einer Abstimmung innerhalb der Band wurde ab Januar 1979 mit folgender Besetzung gespielt (Line-up Januar 1979):
- Georg Madjar (Gesang, Gitarre)[1]
- Wolfgang Hartmann (Lead-Gitarre, Gesang)[1]
- Alexander „Ali“ Wagner (Gitarre, Gesang)[1]
- Albrecht „Zinny“ Zinnäcker (Bass, Gesang)[1]
- Michael Fink (Schlagzeug)[1]

Durch die neue Besetzung änderte sich auch der Sound der Band; mit zwei gleichwertigen Gitarren klang alles etwas runder und melodischer.
Aufgrund der neuen Band-Konzeption benötigte man auch neues Werbematerial. Der Designer und Fotograf Jürgen „Yogi“ Koch aus Meckenbeuren wurde beauftragt, ein neues Plakat und neue Aufkleber zu entwerfen. Es entstand das Plakat mit dem Kopf von „Karajan“ auf schwarzem Hintergrund und darüber angeordnet das neue TT-ROCK-Logo in orangeroter Farbe. Ab Herbst 1979 standen die neuen Plakate zur Verfügung.
Am 30. April 1979 kam es zum zweiten Zusammentreffen mit der Tübinger Band EULENSPYGEL. TT-ROCK spielte hier in Ailingen in der Festhalle als Vorgruppe und lieferte mit der neuen Besetzung einen soliden Auftritt ab – durch den gemeinsamen Gig wurde die Beziehung beider Bands nochmals intensiviert. Da EULENSPYGEL gerade dabei war, eine neue LP aufzunehmen, war danach sogar eine gemeinsame Tour durch den Süden Deutschlands im Gespräch.
Am 1. Juli 1979 spielte TT-ROCK in der Stadthalle in Tettnang, wo ein LIVE-Mitschnitt entstand. Weitere Konzerte folgten u. a. in der Kiesgrube Prestenberg – ein Open Air, das damals auf eigene Faust organisiert worden war –, ebenso erneut in der Kressbronner Festhalle und im Kolpinghaus Tettnang (gemeinsam mit Amenophis).
Anfang September 1979 musste ein neuer schlagzeuger gesucht werden, da Michael Fink aus der Band ausstieg.

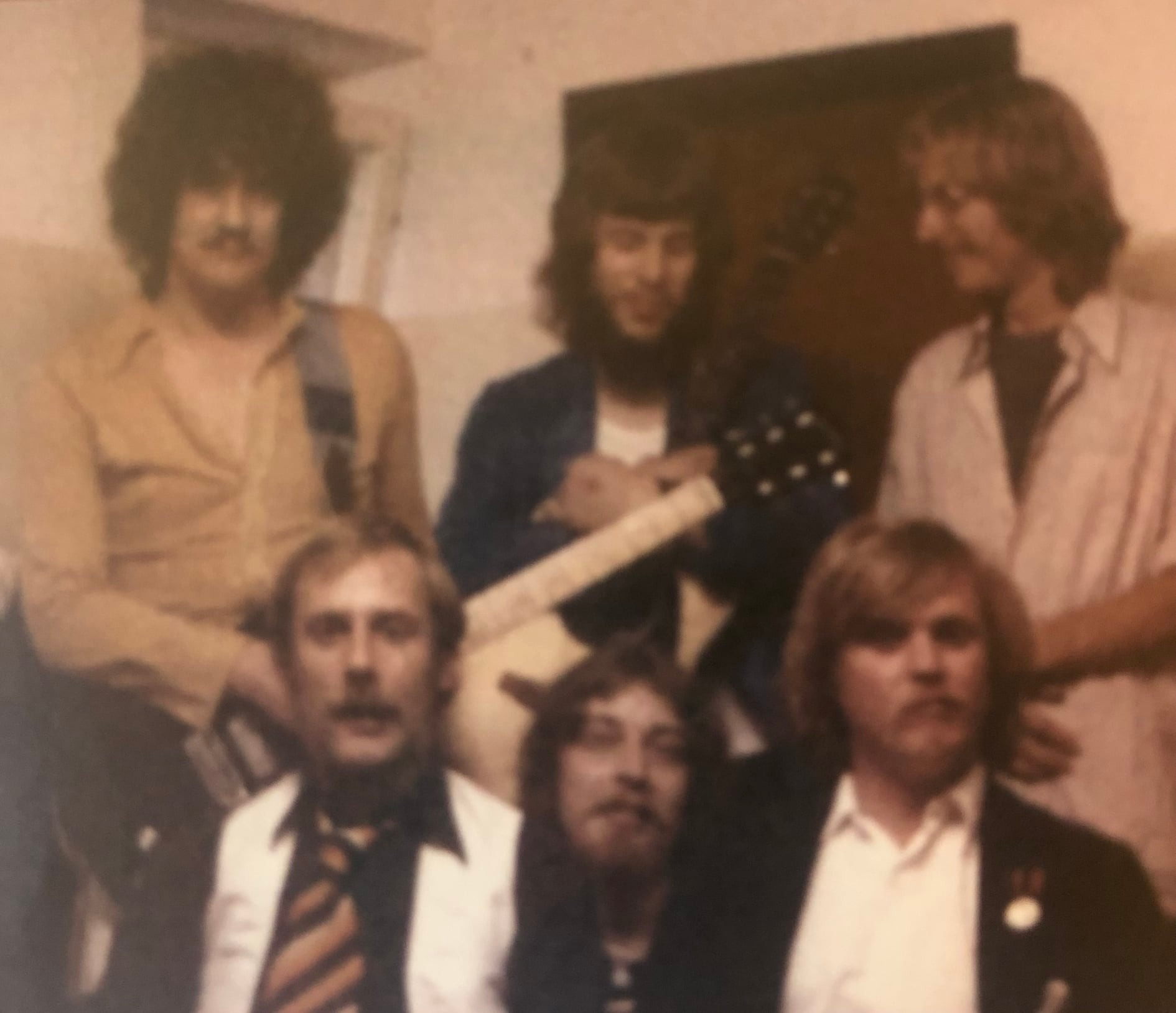
TT-ROCK-Besetzung September 1979

Die neue Besetzung ab September 1979:
- Georg Madjar (Gesang, Gitarre)[1]
- Wolfgang Hartmann (Lead-Gitarre, Gesang)[1]
- Alexander „Ali“ Wagner (Gitarre, Gesang)[1]
- Albrecht „Zinny“ Zinnäcker (Bass, Gesang)[1]
- Roman Mangold (Schlagzeug)[1]

Spätestens Ende Januar 1980 war allen TT-ROCK-Musikern klar, dass es mit der Band zu Ende ging. Man hatte zwar eine eingespielte neue Besetzung, die einen super Sound auf der Bühne produzierte, aber es fehlte an einer Konzeption für die Zukunft, die vielleicht alle noch einmal begeistert und mitgerissen hätte. Trotz dieser Endzeitstimmung kam noch ein typischer TT-ROCK-Song zustande. Die Grundidee des Themas kam von Alexander Wagner, der Text stammte von Georg Madjar. Das Lied heißt „Rate mal, was ich fühle“ und wurde später fertigkomponiert vom Trio Hartmann, Madjar & Wagner.
Anfang 1980 hätte die Band fleißig an einer zweiten LP arbeiten müssen, aber man hatte ja schon vor ein paar Jahren den richtigen Zeitpunkt für eine erste richtige LP-Produktion verpasst. Damals, im Frühjahr 1978, kam es wegen dieser Plattenaufnahmen zu einer Grundsatzentscheidung. Wird aus TT-ROCK eine Profi-Band oder betreibt man Musik neben dem Beruf her. Eine damals kleine Investition für eine LP-Produktion wäre auch eine Investition in die Zukunft der Band gewesen.
Alle Musiker orientierten sich neu – den meisten Mitgliedern ging es darum, eine neue Band zu finden oder zu gründen, um neben dem Beruf her ein bisschen Musik zu machen. Unabhängig davon ob Cover-Band oder eigene Songs, bis auf eine Ausnahme wollten alle weiter Musik machen.
Das Abschiedskonzert fand am 19. April 1980 in der Festhalle in Kressbronn statt.
Auf Grund vieler Anfragen von Veranstaltern, Freunden und Fans entschlossen sich Sänger Georg Madjar und Gitarrist Wolfgang Hartmann im Laufe des Frühjahrs 1982, noch einmal ein TT-ROCK-Revival-Konzert aufzuziehen. Die Stadt Tettnang wollte erneut mit dieser Band anlässlich des Montfortfestes ein Rock-Konzert in der Stadthalle veranstalten. Nach vielem Hin und Her – die Zusammenstellung der neuen Gruppe war ein Problem – wurde dieses Konzert dann auch realisiert. Ab Mai 1982 wurde ein Repertoire erstellt und im „Musicland-Studio“ in Büchel einstudiert.
Das Line-up für das Revival-Konzert ab Mai 1982:
- Georg Madjar (Gesang, Gitarre)[1]
- Wolfgang Hartmann (Lead-Gitarre, Gesang)[1]
- Alexander „Ali“ Wagner (Gitarre, Gesang)[1]
- Bernd Schöllhorn (Bass, Gesang)[1]
- Roman Mangold (Schlagzeug)[1]

Am 13. Juni 1982 fand das Revival-Konzert mit PLATO als Vorband in der Stadthalle Tettnang statt. Die Halle war mit ca. 800 Zuschauern ausverkauft. Das Publikum war begeistert; das Repertoire kam sehr gut an. Nach diesem Auftritt trennten sich die Wege der Musiker nun endgültig.

### Neuformierung der Band (1989–1990)
Nach sieben Jahren Pause entschlossen sich Georg Madjar und Wolfgang Hartmann Anfang April 1989, TT-ROCK neu zu formieren. Es wurden Kontakte zu bekannten Musikern geknüpft, beim früheren Roadie Thomas Lenk ein Proberaum angemietet und die Anlage auf den neusten Stand gebracht. Die Hauptmerkmale des alten Programmes blieben erhalten, so dass man an Stil und Sound TT-ROCK sofort wiedererkennen konnte. Geprobt wurde damals bei Thomas Lenk (der die Band bereits seit Ende der 70er als Roadie & Crew-Mitglied begleitet hatte), der eine Gewerbeimmobilie in Tettnang hatte – im 1. OG wurde hier gemeinsam ein neuer Proberaum für die Band geschaffen, wo auch die Musikvideos zu den „Studio Sessions“ entstanden waren.
Das Line-up ab April 1989:
- Georg Madjar (Gesang, Gitarre)[1]

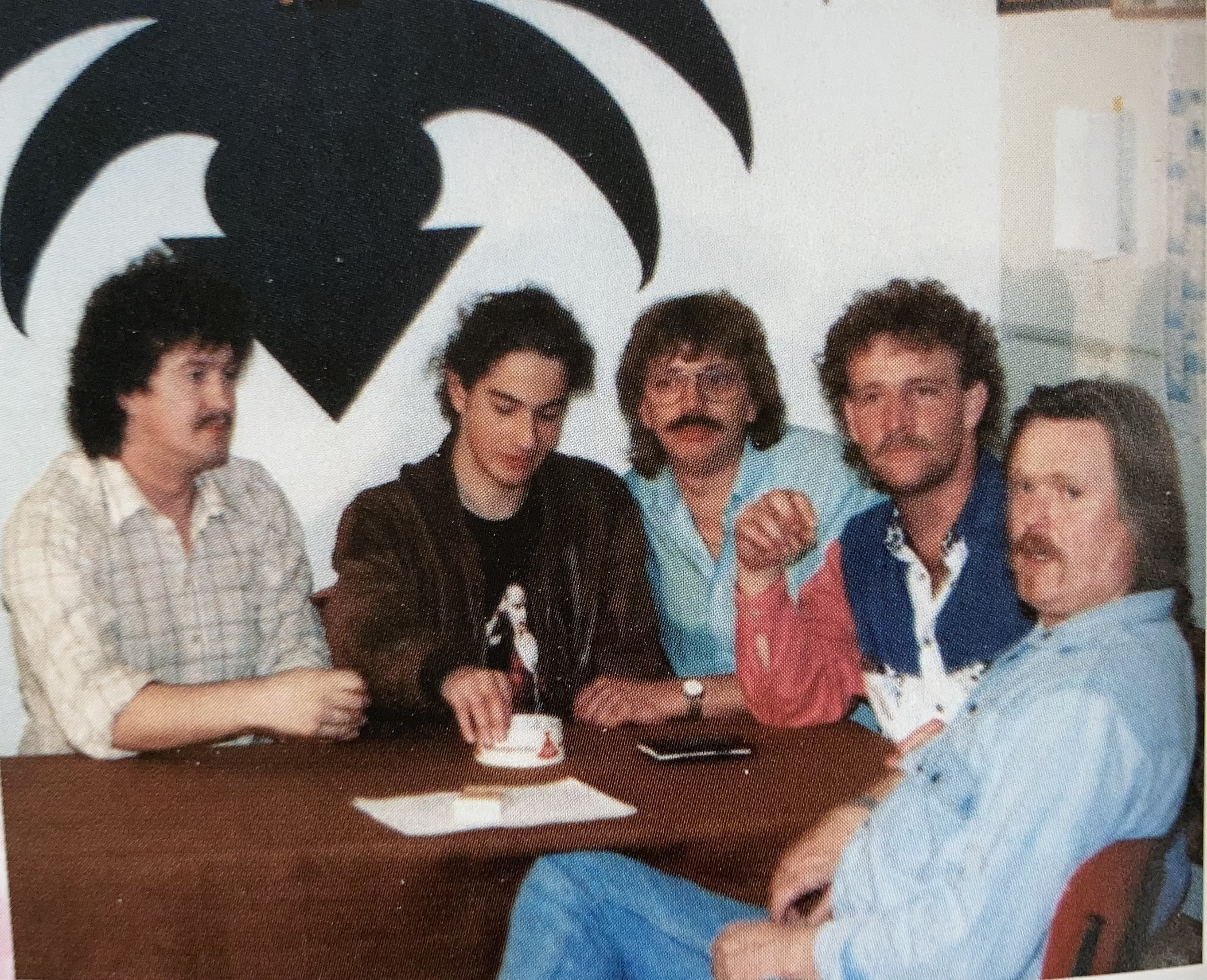
TT-ROCK-Besetzung 1989

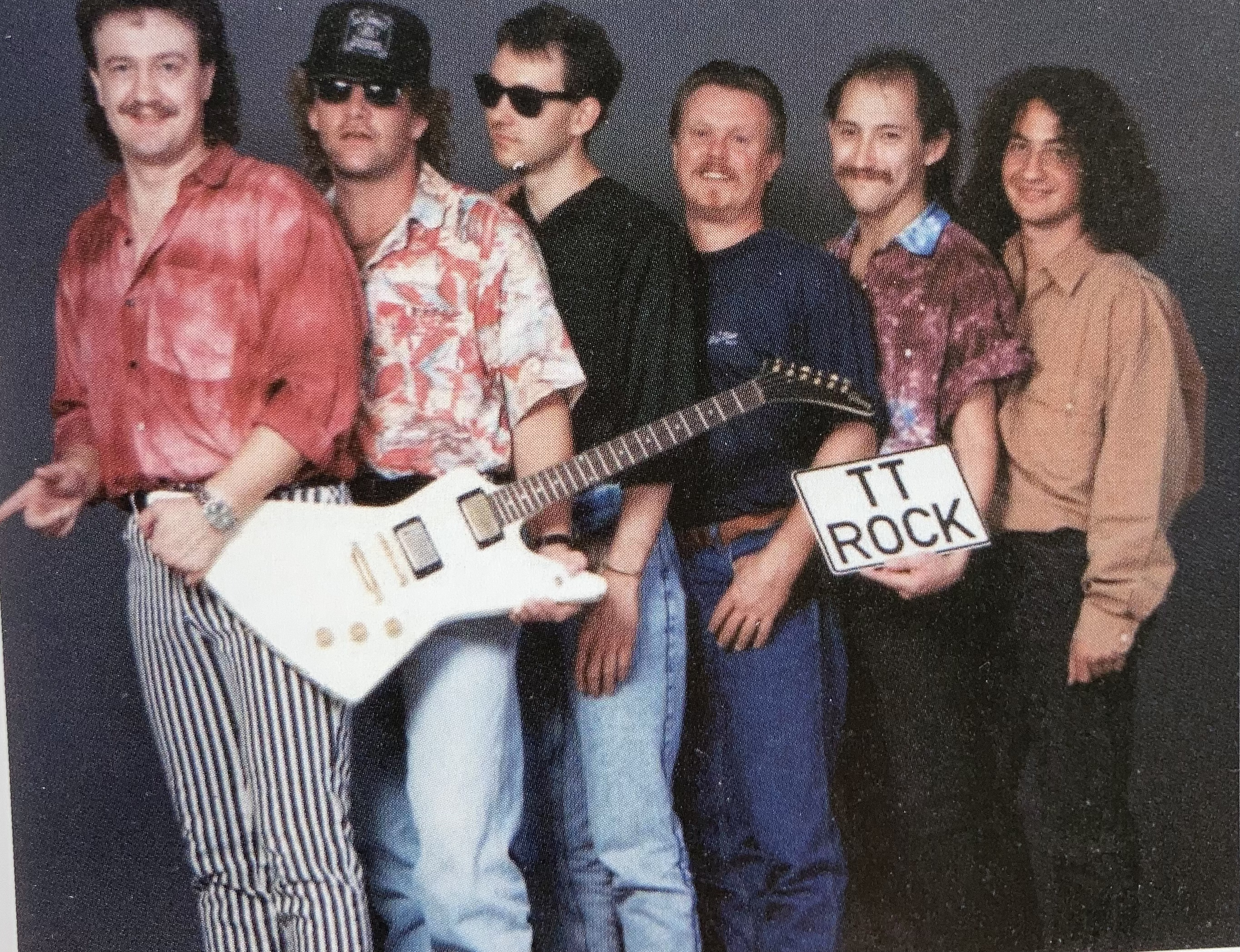
TT-ROCK-Besetzung 1990

- Wolfgang Hartmann (Lead-Gitarre, Gesang)[1]
- Ingo Kreuzer (Gitarre, Gesang)[1]
- Rainer Ziener (Bass, Gesang)[1]
- Josef Thanner (Keyboard, Gesang)[1]
- Detlef „Daddy“ Brockmöller (Schlagzeug)[1]

Mit dieser Besetzung absolvierte TT-ROCK mehrere Live-Auftritte. In der Nacht vom 11. August 1989 spielte die Band als Headliner auf dem 3. Open Air Rock im Vogelwald in Laimnau.
Es kam zu einer guten Zusammenarbeit mit dem Jugoslawischen Club aus Friedrichshafen. Im September 1989 spielte die Band TT-ROCK im Rahmen der „Deutsch-Jugoslawischen Freundschaft“ auf einem regnerischen Open Air am alten Flugplatzgelände in Friedrichshafen und am 18. November 1989 auf dem jährlichen Jugoslawischen Heimatabend in der Rotachhalle in Ailingen. Am 30. September 1989 spielte die Band in der Festhalle in Bodnegg auf einem Rock-Konzert – was mit 700 Zuschauern ein voller Erfolg war.
Von Januar bis April 1990 wurde im „Red House Recording Studio“ in Isny eine DEMO-Kassette produziert mit dem Titel „Kleine Stadt“. Diese Aufnahmen dienten auch als Vorproduktion der späteren TT-ROCK-CD „Mystery Revival“, die im Jahr 2007 erschien.
Im März 1990 begannen die Vorbereitungen für die geplante Jugoslawien-Tournee „Vojvodina Tour 90“. Da der Schlagzeuger Detlef Brockmöller und der Keyboarder Josef Thanner aus privaten Gründen nicht mit auf die Tour gehen konnten, blieb der Band nichts anderes übrig, als drei Wochen vor Beginn der Tour noch Christian Garagatti aus Wangen am Schlagzeug und Thomas Gollinger aus Tettnang an den Keyboards zu engagieren.
Im August 1990 fand die geplante Tour statt. Hauptstandort und Ausgangspunkt war Bečej. Die Band spielte innerhalb von drei Wochen an zehn verschiedenen Orten – die Abschlussveranstaltung fand schließlich am 21. August 1990 in der Sporthalle in Bečej statt.
Musikalisch und finanziell war die Tour ein Erfolg, obwohl die Zusammenarbeit mit dem Veranstalter alles andere als optimal war. Schon vor der Jugoslawien-Tour war man sich einig, TT-ROCK nach der Tournee wieder aufzulösen. Es bestand zwar ein Management-Vertrag mit einer Option für eine CD-Produktion, allerdings nur mit neu komponiertem Song-Material. Am 9. September 1990 fand dann anlässlich des „Bähnles-Festes“ der vorerst letzte Auftritt von TT-ROCK im Schlosspark in Tettnang statt.
Wolfgang Hartmann und Georg Madjar eröffneten im Oktober 1991 das Tonstudio „GM&WH Music“ in Tettnang. Im Jahr 2007 wurde endlich die lang erwartete CD von TT-ROCK mit dem Titel „Mystery Revival“ fertigproduziert und im Eigenverlag veröffentlicht.

### Neuformierung der Band (seit 2022)
Am 13. Januar 2022 starb der Mitgründer und Sänger von TT-ROCK, Georg Madjar, in Seiner Heimat Serbien an einer Krankheit.
Anfang Februar 2022 trafen sich Wolfgang Hartmann, Michael Madjar (Sohn des verstorbenen Mitgründers) und Reiner „Steini“ Platter in einer Kneipe in Tettnang, um mit der Planung einer „Re-Union“ von TT-ROCK zu sprechen. Die erste Idee war, für den verstorbenen Frontmann und Sänger, Georg Madjar, eine Art Abschiedskonzert auf die Beine zu stellen.
Im Juli 2022 bezog die Band einen neuen Proberaum in Tettnang und richtete diesen nach und nach ein. Es wurden Kontakte zu bekannten Musikern geknüpft, PA & Equipment angeschafft und die ersten Proben eingeleitet.
Die lokale Presse (u. a. Schwäbische Zeitung), wie auch die Stuttgarter Zeitung berichteten über die Neuformation von TT-ROCK.
Das Line-up ab September 2022:

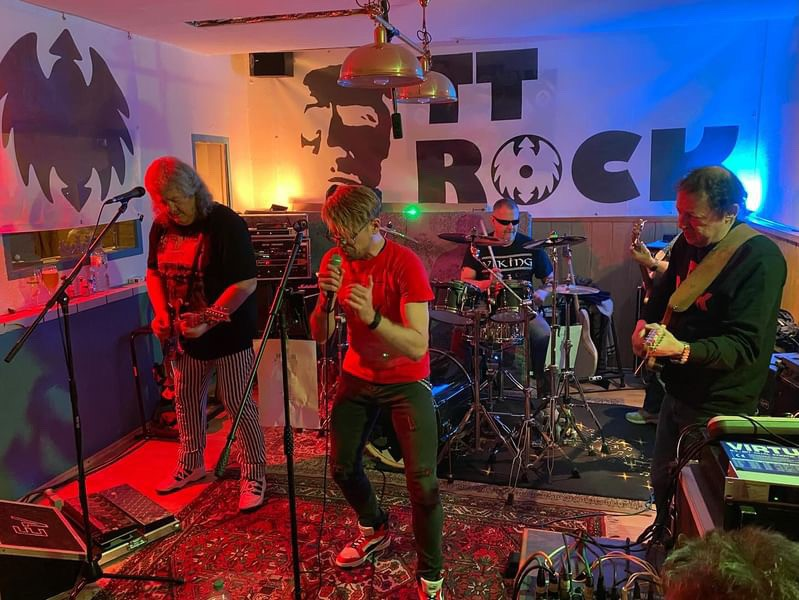
TT-ROCK-Besetzung 2024

- Michael Madjar (Gesang, Percussion)[1]
- Wolfgang Hartmann (Gitarre, Gesang)[1]
- Gunther Schreiber (Gitarre)[1]
- Oliver Hostenkamp (Bass)[1]
- Hermann Mohr (Schlagzeug)[1]
- Reiner „Steini“ Plattner (PA & Transport)[1]

Am 9. Juni 2023 veröffentlichte TT-ROCK ihr letztes Studio-Album „Mystery Revival“ in einem digitalen Re-Release. Das 2007 erschienene und letzte Album ist seither auf allen digitalen Streaming-Plattformen erhältlich. Geplant war ebenso ein großer Auftritt auf dem „Rock im Vogelwald“ 2023 in Laimnau bei Tettnang, das aber aufgrund eines starken Unwetters und Sturmwarnung am Veranstaltungstag kurzfristig abgesagt werden musste.
Von Mai bis Oktober 2023 spielten TT-ROCK gemeinsam die ersten Konzerte in Tettnang.
Die Musiknacht am 7. Oktober 2023 war der letzte Auftritt von Hermann Mohr als Schlagzeuger bei TT-ROCK.
Im Januar 2024 stieß Gary Van Schmauder zu TT-ROCK hinzu, der bisher bei anderen Bands aus der Region Schlagzeug gespielt hatte.
Das Line-up ab Januar 2024:
- Michael Madjar (Gesang, Percussion)[1]
- Wolfgang Hartmann (Gitarre, Gesang)[1]
- Gunther Schreiber (Gitarre)[1]
- Oliver Hostenkamp (Bass)[1]
- Gary Van Schmauder (Schlagzeug)[1]
- Reiner „Steini“ Plattner (PA & Transport)[1]

TT-ROCK spielte im Jahr 2024 u. a. auf der Landesgartenschau in Wangen im Allgäu, wie auch bei einem Open Air auf dem Bärenplatz in Tettnang.
Im November 2024 starb Gitarrist Gunther Schreiber unerwartet und schnell an einer schweren Krankheit.
Für 2025 plant die Band dennoch ihr 50-jähriges Jubiläum, hierzu werden bereits Gespräche mit verschiedenen Veranstaltern, der Stadt Tettnang und Sponsoring-Partner geführt.

## Diskografie
- 1975: TT-ROCK
- 1990: Kleine Stadt
- 2007: Mystery Revival